# Adriana Moisés Pinto
Adriana Moisés Pinto, plus connue sous le nom d'Adrianinha, née le 6 décembre 1978 à Franca, dans l'État de São Paulo au Brésil, est une joueuse brésilienne de basket-ball. Elle évolue durant sa carrière au poste de meneuse.

## Biographie
Elle met un terme à sa carrière internationale débutée au tournoi olympique de l'an 2000 après le championnat du monde 2014 après 127 rencontres et 1 123 points inscrits.
Elle renoue avec la sélection nationale à l'occasion des Jeux olympiques de 2016 

## Palmarès
- 3e des Jeux olympiques 2000
- Championne des Amériques 2003
- Championne des Amériques 2009
- Championne des Amériques 2011